# پسران بد: بران یا بمیر
پسران بد: بران یا بمیر (به انگلیسی: Bad Boys: Ride or Die) یک فیلم آمریکایی در ژانر کمدی اکشن و پلیس رفیق به کارگردانی عادل و بلال است که در سال ۲۰۲۴ اکران شد. این فیلم دنباله‌ای بر پسران بد تا ابد (۲۰۲۰) و چهارمین قسمت از مجموعه فیلم‌های پسران بد محسوب می‌شود. ویل اسمیت، مارتین لارنس، ونسا هاجنز، الکساندر لودویگ، جیکوب اسکیپیو و پاولا نونز دوباره نقش‌های خود را از فیلم قبلی بازی می‌کنند و تاشا اسمیت نقش ترزا برنت را از تریسا رندل که قبلاً در سه فیلم آخر این شخصیت را بازی کرده بود، بر عهده می‌گیرد. از بازیگران جدید می‌توان به اریک دین، یوان گریفید و ری سیهورن اشاره کرد.
پرونده ساخت قسمت چهارم پسران بد بعد از موفقیت قسمت سوم باز شد. فیلم ابتدا برای اکران در سال ۲۰۲۳ برنامه‌ریزی شده بود اما حواشی سیلی زدن ویل اسمیت به کریس راک در نود و چهارمین دوره جوایز اسکار که تأثیر منفی بر روی وجه اسمیت داشت و در ادامه اعتصاب انجمن بازیگران هالیوود باعث شد تا زمان اکران فیلم با تأخیر مواجه شد. سرانجام این فیلم در ۷ ژوئن ۲۰۲۴ به‌وسیلهٔ گروه سینمایی سونی پیکچرز و تحت برچسب کلمبیا پیکچرز در ایالات متحده شد. و نقدهای متفاوتی از منتقدان دریافت کرد.

## بازیگران
- ویل اسمیت
- مارتین لارنس
- جیکوب اسکیپیو
- ونسا هاجنز
- الکساندر لودویگ
- پاولا نونز
- تاشا اسمیت
- جان سلی
- اریک دین
- دی‌جی خالد
- یوان گریفید
- ری سیهورن
- جوینر لوکاس
- کوین همفیل

## تولید
پس از موفقیت فیلم پسران بد تا ابد در گیشه، سونی برنامه‌های خود را برای قسمت چهارم اعلام کرد و کریس برمنر برای نوشتن فیلمنامه بازگشت.
تصویربرداری اصلی در ۳ آوریل ۲۰۲۳ در آتلانتا و میامی آغاز شد. فیلمبرداری در ژوئیه به دلیل اعتصابات ۲۰۲۳ سگ-افترا متوقف شد. زمانی که اعتصاب حل شد، فیلمبرداری از سر گرفته شد. در مارس ۲۰۲۴، مشخص شد که جیکوب اسکیپیو نقش خود را در نقش آرماندو آرتاس از فیلم قبلی تکرار خواهد کرد. سرانجام فیلمبرداری در ۴ مارس به پایان رسید.

## بازخورد

### فروش
تا ۱۱ ژوئن ۲۰۲۴، پسران بد: بران یا بمیر ۱۲۰٫۷ میلیون دلار در ایالات متحده و کانادا، و ۱۰۲٫۴ میلیون دلار در سایر مناطق، به مجموع ۲۲۳٫۱ میلیون دلار در سراسر جهان فروش داشته است.
در ایالات متحده و کانادا، پسران بد: بران یا بمیر همراه با نگهبانان اکران شد و پیش‌بینی شده بود که در آخر هفته افتتاحیه خود از ۴۰۰۰ سینما حدود ۴۰ میلیون دلار بفروشد. پس از کسب ۲۱ میلیون دلار در روز اول، شامل ۵٫۸۸ میلیون دلار از پیش نمایش‌های پنجشنبه شب، تخمین آخر هفته به ۵۲ میلیون دلار افزایش یافت. این فیلم در نهایت در آخر هفته خود به فروش ۵۶٫۵ میلیون دلاری رسید و در صدر گیشه قرار گرفت.

### نظر منتقدان
در وبگاه جمع‌آوری نقد راتن تومیتوز، ٪۶۵ از ۲۱۶ بررسی منتقدان مثبت است و میانگینِ امتیاز آن ۶/۱۰ است. اجماع این وبگاه چنین می‌نویسد: «ویل اسمیت و مارتین لارنس حتی زمانی که فیلم پسران بد تلاش می‌کند تا سطح ماجرا را بالا ببرد، همچنان همکاران خوبی باقی می‌مانند و این نشان می‌دهد که هنوز زندگی در این فرنچایز پرانرژی وجود دارد.» این فیلم در متاکریتیک که از میانگین وزنی استفاده می‌کند، بر اساس نظر ۴۹ منتقدین امتیاز ۵۴ از ۱۰۰ را کسب کرده که نشان‌گر «نقدهای مختلط یا متوسط» است.

## دنباله احتمالی
در ۷ ژوئن ۲۰۲۴، اسمیت و لارنس به مجله انترتینمنت ویکلی گفتند تا زمانی که بازیگران جوانتر بدلکاری‌های بیشتری انجام دهند و داستانی در مورد شخصیت‌های آنها وجود داشته باشد که ارزش گفتن داشته باشد، آماده بازگشت برای پنجمین فیلم در این مجموعه هستند. در ۱۱ ژوئن ۲۰۲۴، جری بروکهایمر، تهیه‌کننده، خاطرنشان کرد که بحث‌هایی برای پنجمین فیلم پسران بد انجام شده است، اما آنها در درجه اول منتظرند ببینند که پسران بد: بران یا بمیر در گیشه چگونه عمل می‌کند.